# Tour de France 1994
Tour de France 1994 var den 81. udgave af Tour de France og blev arrangeret fra 2. til 24. juli 1994. Løbet inkluderede to etaper i England. Miguel Indurain vandt sammenlagt for fjerde gang.

## Sammenlagt
|    | Rytter             | Hold                  | Tid       |
| -- | ------------------ | --------------------- | --------- |
| 1  | Miguel Indurain    | Team Banesto          | 103:38.38 |
| 2  | Piotr Ugrumov      | Gewiss-Ballan         | +5.39     |
| 3  | Marco Pantani      | Carrera Jeans-Tassoni | +7.19     |
| 4  | Luc Leblanc        | Festina-Lotus         | +10.03    |
| 5  | Richard Virenque   | Festina-Lotus         | +10.10    |
| 6  | Roberto Conti      | Lampre-Panaria        | +12.29    |
| 7  | Alberto Elli       | GB-MG Maglifico       | +20.17    |
| 8  | Alex Zülle         | ONCE                  | +20.35    |
| 9  | Udo Bölts          | Team Telekom          | +25.19    |
| 10 | Vladimir Poulnikov | Carrera Jeans-Tassoni | +25.28    |

## Etaperne
| Dato     | Etape    | Strækning                           | km       | Etapevinder              | Sammenlagt      |
| -------- | -------- | ----------------------------------- | -------- | ------------------------ | --------------- |
| 2. juli  | Prolog   | Lille (ITT)                         | 7,2 km   | Chris Boardman           | Chris Boardman  |
| 3. juli  | 1        | Lille – Armentières                 | 234 km   | Djamolidine Abdoujaparov | Chris Boardman  |
| 4. juli  | 2        | Roubaix – Boulogne-sur-Mer          | 203,5 km | Jean-Paul van Poppel     | Chris Boardman  |
| 5. juli  | 3        | Calais – Eurotunnel (TTT)           | 66,5 km  | GB-MG Maglifico          | Johan Museeuw   |
| 6. juli  | 4        | Dover – Brighton                    | 204 km   | Francisco Cabello        | Flavio Vanzella |
| 7. juli  | 5        | Portsmouth – Portsmouth             | 187 km   | Nicola Minali            | Flavio Vanzella |
| 8. juli  | 6        | Cherbourg – Rennes                  | 270,5 km | Gianluca Bortolami       | Sean Yates      |
| 9. juli  | 7        | Rennes – Futuroscope                | 259,5 km | Jan Svorada              | Johan Museeuw   |
| 10. juli | 8        | Poitiers – Trélissac                | 218,5 km | Bo Hamburger             | Johan Museeuw   |
| 11. juli | 9        | Périgueux – Bergerac (ITT)          | 64 km    | Miguel Indurain          | Miguel Indurain |
| 12. juli | 10       | Bergerac – Cahors                   | 160,5 km | Jacky Durand             | Miguel Indurain |
| 13. juli | 11       | Cahors – Lourdes/Hautacam           | 263,5 km | Luc Leblanc              | Miguel Indurain |
| 14. juli | Hviledag | Hviledag                            | Hviledag | Hviledag                 | Hviledag        |
| 15. juli | 12       | Lourdes – Luz Ardiden               | 204,5 km | Richard Virenque         | Miguel Indurain |
| 16. juli | 13       | Bagnères-de-Bigorre – Albi          | 223 km   | Bjarne Riis              | Miguel Indurain |
| 17. juli | 14       | Castres – Montpellier               | 202 km   | Rolf Sørensen            | Miguel Indurain |
| 18. juli | 15       | Montpellier – Carpentras            | 231 km   | Eros Poli                | Miguel Indurain |
| 19. juli | 16       | Valréas – l'Alpe d'Huez             | 224,5 km | Roberto Conti            | Miguel Indurain |
| 20. juli | 17       | Le Bourg-d'Oisans – Val Thorens     | 149 km   | Nelson Rodriguez         | Miguel Indurain |
| 21. juli | 18       | Moûtiers – Cluses                   | 174,5 km | Piotr Ugrumov            | Miguel Indurain |
| 22. juli | 19       | Cluses – Morzine/Avoriaz (ITT)      | 47,5 km  | Piotr Ugrumov            | Miguel Indurain |
| 23. juli | 20       | Morzine – Lac de Saint-Point        | 208,5 km | Djamolidine Abdoujaparov | Miguel Indurain |
| 24. juli | 21       | Disneyland – Paris (Champs-Élysées) | 175 km   | Eddy Seigneur            | Miguel Indurain |